# Lynda Cornet
Lynda Ann Cornet (* 26. Januar 1962 in Leiden) ist eine ehemalige niederländische Ruderin. 
Die 1,74 m große Lynda Cornet erreichte 1980 bei den Junioren-Weltmeisterschaften den fünften Platz im Vierer mit Steuerfrau. 1983 belegte sie zusammen mit Harriet van Ettekoven den achten Platz im Zweier ohne Steuerfrau bei den Weltmeisterschaften in Duisburg. Von den sieben Booten, die in Duisburg vor den Niederländerinnen lagen, waren die Zweier aus der DDR, aus der Sowjetunion und aus Bulgarien wegen des Olympiaboykotts ein Jahr später nicht bei den Olympischen Spielen in Los Angeles am Start. Insgesamt traten nur sechs Zweier in Los Angeles an, Harriet van Ettekoven und Lynda Cornet ruderten dreieinhalb Sekunden hinter dem drittplatzierten Boot aus der Bundesrepublik Deutschland über die Ziellinie und waren damit Olympiavierte. Auch im Achter traten nur sechs Boote an. Im Achter der Niederlande saßen die Crews aus dem Zweier, dem Doppelzweier und dem Vierer mit Steuerfrau. Die Niederländerinnen gewannen die Bronzemedaille hinter den Booten aus den Vereinigten Staaten und aus Rumänien mit 0,7 Sekunden Vorsprung vor den Kanadierinnen.